# Río Mersey (Tasmania)
El río Mersey (en inglés: Mersey River) está situado en la zona norte de la isla de Tasmania, en Australia. Sus aguas desembocan en el estrecho de Bass.
Sobre su desembocadura se construyó la ciudad de Devonport.

## Características
La cuenca del río Mersey cubre un área de 1963 kilómetros cuadrados. El promedio anual de lluvias es de 900 mm en las zonas costeras, mientras que en las zonas montañosas el promedio de lluvias se eleva a 2700 mm, con nevadas a lo largo del año.
Numerosos embalses fueron construidos a lo largo de su curso, entre los que se destaca la represa Parangana.

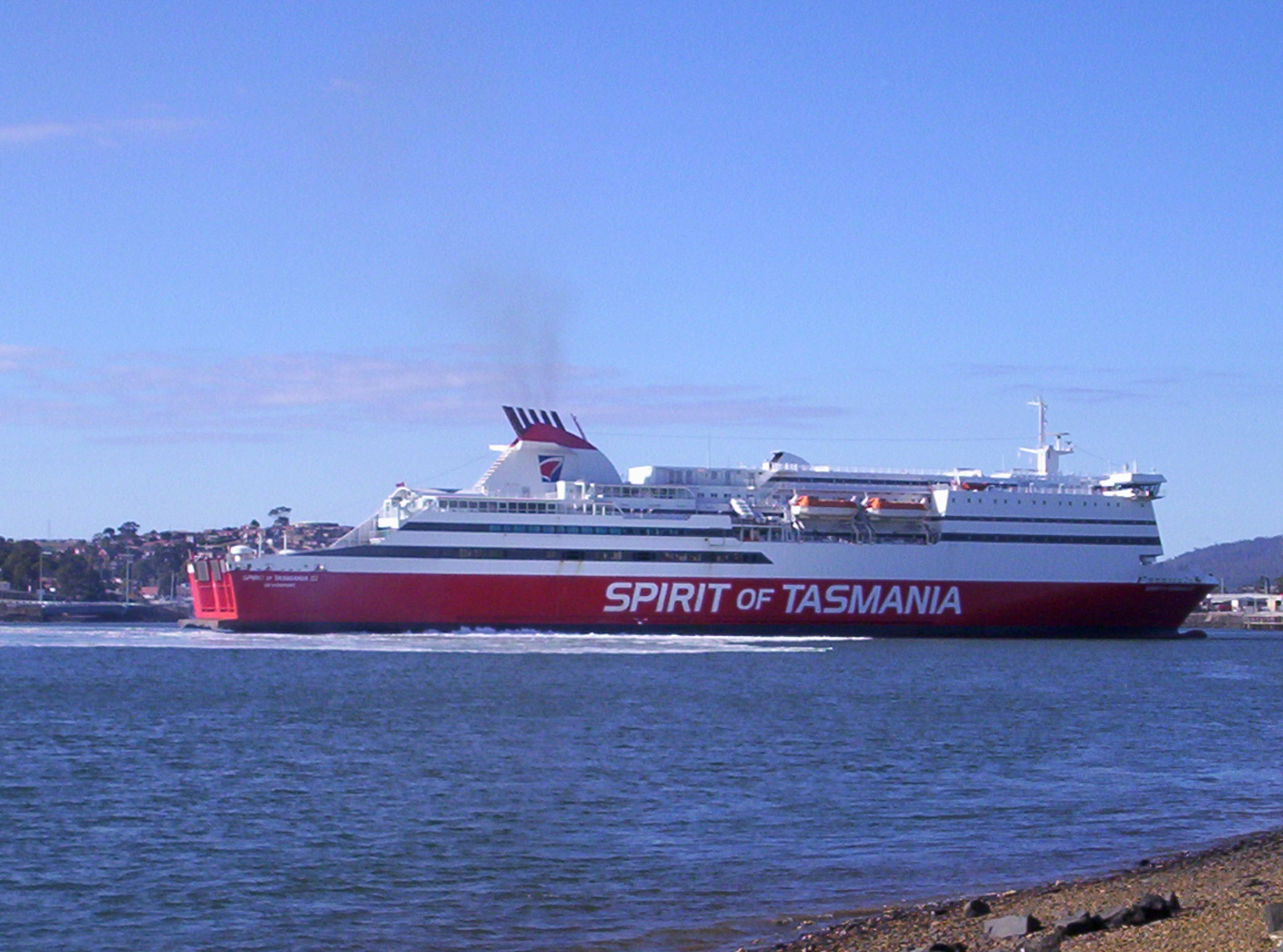
El Spirit of Tasmania III en el río Mersey.